# نبرد پایو
نبرد پایو (استونیایی: Paju lahing) در طول جنگ استقلال استونی در ۳۱ ژانویه ۱۹۱۹ در پایو، در نزدیکی والگا استونی رخ داد. 
این نبرد سنگین که توسط نیروهای استونی متشکل از سربازان داوطلب فنلاندی انجام شد با پیروزی آنها و بیرون راندن تفنگداران لتونیایی به پایان رسید.